# Dagmar Borup
Dagmar Borup   (Horsens, 25 de febrer de 1867 - Frederiksberg, 14 de gener de 1959) (nascuda Alexandersen) va ser una pianista i pedagoga musical danesa. Se la recorda en particular per introduir la formació de l'oïda al pla d'estudis de la Reial Acadèmia Danesa de Música i institucions relacionades. Va adaptar i ampliar l'enfocament que havia après a Roma, Berlín i París publicant llibres de text i demostrant-ho als estudiants de Suècia i els Països Baixos. Gràcies a Borup, la formació de l'oïda es va convertir en un aspecte clau de l'educació que va oferir als seus alumnes, entre ells l'organista Ebba Nielsen i la pianista Merete Westergaard.

## Biografia
Nascuda el 25 de febrer de 1867 a Horsens, Emilie Marie Dagmar Alexandersen era filla del pintor Peder Alexandersen (1830–1904) i Helene Stockholm (1877–1896). Juntament amb les seves dues germanes, es va criar en una càlida casa burgesa. Després d'entrar a la Reial Acadèmia el 1886, va conèixer el violinista Julius Borup (1865–1938) amb qui es va casar el 1896. També es va convertir en una amiga íntima de Carl Nielsen i la seva dona Anne Marie Carl-Nielsen. Era una bona pianista, actuava sovint en concerts amb el seu marit.
Borup va haver d'abandonar la seva carrera com a pianista quan va començar a patir un trastorn dels nervis als braços. Quan tenia 58 anys, va assistir a classes de solfeig al Conservatori de París, basant-se en les obres d'Albert Lavignac, com ara Solfèges des solfèges. Tot i que l'enfocament sonor s'havia practicat a les escoles, no s'havia utilitzat a l'educació superior. Borup va aconseguir que s'adoptés a l'escola de ballet reial danès, on feia classes el 1927 i el 1930, la va incloure al currículum de la Royal Music Academy, on va ensenyar entre 1930 i 1936. Va formar a uns 40 dels seus estudiants en el mètode auditiu a l'acadèmia i va fer servir l'escola de ballet com a escenari pràctic per examinar aquells que pretenien convertir-se en acadèmics.
Dagmar Borup va morir al districte de Frederiksberg de Copenhaguen el 14 de gener de 1959.

## Publicacions seleccionades
- Borup, Dagmar. Nye rytmiske Øvelser for Begyndere (en danès).  Skandinavisk Musikforlag, 1963.
- Borup, Dagmar. Musikalske spørgsmaal og svar: noder, pauser: fortegn. og nodetrin for lærer og elev: 1 hefte (en danès), 1928.